# Gamblers Choice
Gamblers Choice – trzeci album studyjny jamajskiej sekcji rytmicznej Sly & Robbie.
Płyta została wydana w roku 1980 przez jamajską wytwórnię Sonic Sounds Records. Nagrania zostały zarejestrowane w studiu Channel One w Kingston. Ich produkcją zajęli się Dunbar i Shakespeare.

## Lista utworów

### Strona A
1. "Poker Face"
2. "Pin Ball Machine"
3. "Deck Of Cards"
4. "Coon Can"

### Strona B
1. "Drunken Master"
2. "Parapinto"
3. "Bone Dice"
4. "Stapper Lee Rap"

## Muzycy
- Radcliffe "Dougie" Bryan – gitara
- Robbie Shakespeare – gitara basowa
- Sly Dunbar – perkusja
- Uziah "Sticky" Thompson – perkusja
- Christopher "Sky Juice" Blake – perkusja
- Ansel Collins – fortepian
- Robert Lynn – fortepian
- Dean Fraser – saksofon